# 레아 밋첼
레아 밋첼(Rhea Mitchell, 1890년 12월 10일 ~ 1957년 9월 16일)은 미국의 배우이다.

## 영화
- 이츠 어 빅 컨트리 (1951년)
- 텍사스 카니발 (1951년)
- 그라운드 포 매리지 (1951년)
- 즐거운 여름 (1949년)
- 스테이트 오브 더 유니온 (1948년)
- 언피니시드 댄스 (1947년)
- 그린 돌핀 스트리트 (1947년)